# Sirsa (Uttar Pradesh)
Sirsa – miasto w północnych Indiach w stanie Uttar Pradesh, na Nizinie Hindustańskiej.
Populacja miasta w 2001 roku wynosiła 11499 mieszkańców.